# Vandrák András
Vandrák András (Csetnek, 1807. január 24. – Eperjes, 1884. szeptember 14.) bölcseleti doktor, evangélikus kollégiumi tanár, pedagógiai szakíró, filozófus, a Magyar Tudományos Akadémia levelező tagja.

## Élete
Vandrák András gazdatiszt és Choma Zsuzsánna fia. Csetneken született, ahol Kindisz és 12 éves korától Henriczy Mihály jeles pedagógusok voltak tanárai; Csetnekről Kassára ment német nyelvet tanulni, majd Rozsnyóra, innét Eperjesre, ahol Karlovszky Zsigmond és Greguss Mihály tanították. Eperjesen befejezvén tanulmányait, 1828. július 21-én kitűnő eredménnyel tette le Tiszolcon a papjelölti vizsgát, mely akkor egyszersmind a tanárképesítő vizsga is volt. Két évi nevelősködés után 1830-ban indult Jenába, hol kocsin, hol gyalog, hogy az ottani egyetemen befejezze tanulmányait. 1831-ben került ismét vissza Eperjesre; itt azonnal alkalmazták a magasabb osztályokban előadandó magyar irodalomra. 1833. augusztus 8-án bölcseleti tanárrá választatott meg. Két osztályban (VII. és VIII.) kellett előadnia a logikát, pszichológiát, metafizikát, esztétikát, latin és magyar irodalmat (160 forint fizetés- és a csekély tanpénzért), de még a matézist és fizikát is. Később a teológián és jogakadémián is alkalmaztatott. Magánneveléssel is foglalkozott későbbi korában is; e tekintetben kitűnőbb tanítványai voltak: a Kubinyi, Thuránszky, Dessewffy, Baloghy, Máriássy és Szirmay családokból. 1845-ben Trencsén, 1847-ben Árva és 1848-ban Sáros megyék a táblabírák sorába iktatták. A Magyar Tudományos Akadémia 1847. december 29-én választotta levelező tagjának. 1870-ben megbízatott a magyar protestáns gimnáziumok szervezetének kidolgozásával, (mint olyan, aki részt vett az 1842. évi acsai egyetemes tanügyi értekezleten) s annak határozatait, tervét kidolgozta. 1858-ban a jenai egyetem 25 évi jubileuma alkalmából a bölcselet doktorává avatta fel. Ez alkalomból, többek közt Arany János verssel üdvözölte. 1881-ben ő felsége a Ferenc József-rend lovagkeresztjével díszítette fel. 1883. szeptember 15-én ülte meg az eperjesi kollégium félszázados tanári működésének örömünnepét. Meghalt 1884. szeptember 14-én Eperjesen. A Magyar Tudományos Akadémiában 1885. december 21-én Vécsey Tamás tartott fölötte emlékbeszédet.

## Írásai
Egyházi tárgyú dolgozatai jelentek meg a Protestáns Egyházi és Iskolai Lapban (1843-48) és a Prot. Jahrbücher für Österreichban. Cikkei az Athenaeumban (1841. X. Az eperjesi magyar társaság dolgában), a Prot. Jahrbücherben (1854. I. Das evang. Distriktual-Kollegium in Eperjes); a Reden u. Trauergedichte bei dem Begräbniss... Jos. Mich. Schwarz. Kaschau, 1858. c. munkában. (Emlékbeszéd magyarul); az Akadémiai Értesítőben (1860. A személylegesség, alanyiság, a tárgyilagosság fogalmai tudományos becsének kellő mértékrei leszállítása), az eperjesi evang. kollegium Értesítőjében (1878. Az erkölcsi világ lényege és fontossága kivált a társadalomban, 1879. Az aesthetikai világ lényege s culturális fontossága, 1882. Az emberi tudat és hit világa bölcseleti szempontból).

## Művei
- Lelkileges embertan, vagyis physicai anthropologia, kézikönyvül oskolák számára. Eperjes, 1841. (Magyar és latin címmel és szöveggel. 2. kiadás: «Lélektan a bölcsészet tanuló ifjuság számára» c. Uo. 1847.; 3. újonnan szerkesztett és javított kiadás: «Lélektan mint gymnasiumi kézikönyv» c. Uo. 1863).
- A philosophiai ethika elemei. Vezérfonalul... Lőcse, 1842. (2. átdolg. kiadás: «Bölcseleti erkölcstan» cz. Eperjes, 1865.).
- Elemi logika. Köztanításnáli vezérfonalul. Eperjes, 1844. (Nyom. Lőcsén),
- Vandrák András eperjesi tanár 1833-tól 1858-ig volt tanítványainak névsora. Eperjes, 1858.
- Tiszta logika, felgymnasiumi tanulók számára. Uo. 1861. (2. teljesen átdolgozott kiadás, 3. kiadás. Uo. 1867).
- Bölcseleti jogtan. (Észjog), Vezérfonalul a nyilvános leczkékben. Uo. 1864.
- Emlékbeszéd Krajzell Andrásról. Uo. 1867.
- Az eperjesi egyházkerületi ág. hitv. evangelikus collegium multjának és jelen állapotjának vázlatos rajza. Uo. 1867. (Angolul: ford. Dallos Gyula és Pulszky Ágost. Pest, 1864.).
- Magyarhoni ev. gymnasiumok szervezése. Hely n., 1870.

### Kéziratban
- A subjectivitás és objectivitás, „személylegesség és tárgyilagosság” fogalmai tudományos becsének kellő mértékre szállítása
- Fries Jakab Frigyes bölcseletének méltánylása: Akadémiai értekezés: Készíti Vandrák András, mint kinevezett magy. akademiai levelező tag 1848-ban Eperjesen (1848)
- Mi a napéjegyenpont látszólagos hátrálásának igazi oka? (1862)
- Általános neveléstan (1864)